# بوئینگ سی-۱۷ گلوبمستر ۳
سی-۱۷ گلوبمستر ۳ (به انگلیسی: C-17 Globemaster III) پس از لاکهید سی-۵ گالکسی بزرگ‌ترین و مجهزترین هواپیمای باربری موجود در نیروی هوایی آمریکا است. این هواپیما توانایی رساندن انواع بار و نیروها را با سرعت بالا به پایگاه‌های منطقهٔ نبرد دارد. این هواپیما در عین حال می‌تواند نیروهای تاکتیکی را از جایی به جایی دیگر جابه‌جا کند. دیگر ویژگی آن توانایی جابه‌جایی مجروحان جنگی در شرایط سخت است. این توانایی‌های متفاوت باعث افزایش قدرت ناوگان باربری نیروی هوایی آمریکا در سراسر جهان شده‌است. اثرگذاری حمل نیروها با هواپیما به توانایی آن‌ها در انتقال سریع و مداوم نیروها به نزدیک‌ترین مکان ممکن در میدان جنگ مربوط است.

## تجهیزات
این هواپیما دارای ضریب اطمینان بالایی است، به طوری که موفقیت آن در ماموریت‌ها در حدود ۹۲ درصد است. برای هر ساعت پرواز به ۲۰ ساعت/خدمه تعمیر احتیاج دارد و همیشه حدود ۷۴ تا ۸۲ درصد آماده به پرواز است. ضمانت بوئینگ، اطمینان به این ارقام را بالاتر می‌برد.
طول این هواپیما حدود ۱۷۴ فوت (۵۳ متر) است و گسترهٔ بال‌های آن در حدود ۱۶۹٫۱۰ فوت (۵۱٫۵۴ متر) است. این هواپیما از ۴ موتور، با قابلیت چرخش معکوس و دارای گواهی‌نامهٔ اداره هوانوردی فدرال، پرت اند ویتنی اف-۱۱۷-پی‌وی۱۰۰ (نام نظامی موتور تجاری پرت اند ویتنی پی‌وی۲۰۴۰) بهره می‌برد. این موتورها روی بوئینگ ۷۵۷ هم نصب هستند. رانش هر موتور در حدود ۴۰٬۴۰۰ پوند (۱۸٬۳۰۰ کیلوگرم) است. رانشگرهای معکوس برای جلوگیری از ورود قطعات هواپیما یا گردوخاک به درون موتور، جریان هوا را به سمت بالا و پایین هدایت می‌کنند. از نرم‌افزارهای منحصر تجاری در سیستم پرواز هواپیما بسیار استفاده شده‌است، از آن‌ها می‌توان نرم‌افزار اونیک نیروی هوایی ایالات متحده نام برد.
هواپیما توسط گروه ۳ نفره اداره می‌شود (یک خلبان، یک کمک خلبان و یک مسئول انبار)، همین میزان نیروی انسانی مورد نیاز و در نتیجهٔ آن هزینه‌های اضافی را کاهش می‌دهد. بار در هواپیما از طریق درهای بزرگ انتهای هواپیما وارد آن می‌شود. سی-۱۷ توانایی حمل تمامی ابزارهای قابل حمل هوایی ارتش ایالات متحده را دارد.
حداکثر وزن بار برای این هواپیما حدود ۱۷۰٫۹۰۰ پوند (۷۷٫۵۱۹ کیلوگرم) است و بیشترین وزن آن برای بلند شدن می‌تواند حدود ۵۸۵٫۰۰۰ پوند (۲۶۵٫۳۵۲ کیلوگرم) باشد. با باری با وزن ۱۶۹٫۰۰۰ پوند (۷۶٫۶۵۷ کیلوگرم) و ارتفاعی برابر ۲۸٫۰۰۰ فوت (۸٫۵۳۴ متر)، سی-۱۷ بدون سوخت‌گیری دوباره می‌تواند حدود ۲٬۴۰۰ مایل دریایی (۴٬۴۰۰ کیلومتر) پرواز کند. سرعت آن در حال کروز (بهترین حالت پرواز) حدود ۴۵۰ کیلوتن () است. این هواپیما می‌تواند حدود ۱۰۲ چترباز به همراه وسایلشان را به هدف برساند.
طراحی این هواپیما به صورتی است که امکان نشست و برخاست آن را در باندهای کوچک فراهم می‌کند. این هواپیما توانایی نشستن و بلند شدن در باندی با طول ۳٫۵۰۰ فوت (۱٫۰۶۷ متر) و با عرض ۹۰ فوت (۲۷ متر) را دارد. حتی در این باند بسیار باریک این هواپیما با توجه به امکاناتی که دارد می‌تواند دور بزند.

## تاریخچه در نیروی هوایی ایالات متحده
هواپیمای سی-۱۷ پرواز آزمایشی خود را ۱۵ سپتامبر ۱۹۹۱ انجام داد و در ۱۴ ژوئن ۱۹۹۳ اولین مدل ساخته‌شدهٔ آن به پایگاه نیروی هوایی چارلستون تحویل داده‌شد. اولین اسکادران سی-۱۷، با نام اسکادران باری هفدهم، در ۱۷ ژانویهٔ ۱۹۹۵ به بهره‌برداری رسید. نیروی هوایی ایالات متحده ابتدا تصمیم به خرید ۱۲۰ فروند از این هواپیماها را گرفت. این ۱۲۰ فروند تا پایان نوامبر ۲۰۰۴ به نیروی هوایی آمریکا تحویل داده شد. بودجهٔ کنونی خرید ۲۰۵ هواپیما از این مدل را پیش‌بینی کرده‌است.
این ۱۲۰ هواپیما در پایگاه نیروی هوایی چارلستون، مک‌کورد (اولین هواپیما در ژوئیهٔ ۱۹۹۹)، آلتوس و حفاظت ملی هوایی در جکسون قرار دارند. در اوت ۲۰۰۵ پایگاه ذخیره هوایی مارس در کالیفرنیا اولین از ۸ هواپیمای مورد نیاز خود را تحویل گرفت و در فوریهٔ ۲۰۰۶ اولین هواپیمای سی-۱۷ به پایگاه هیکام در هاوایی تحویل داده‌شد.

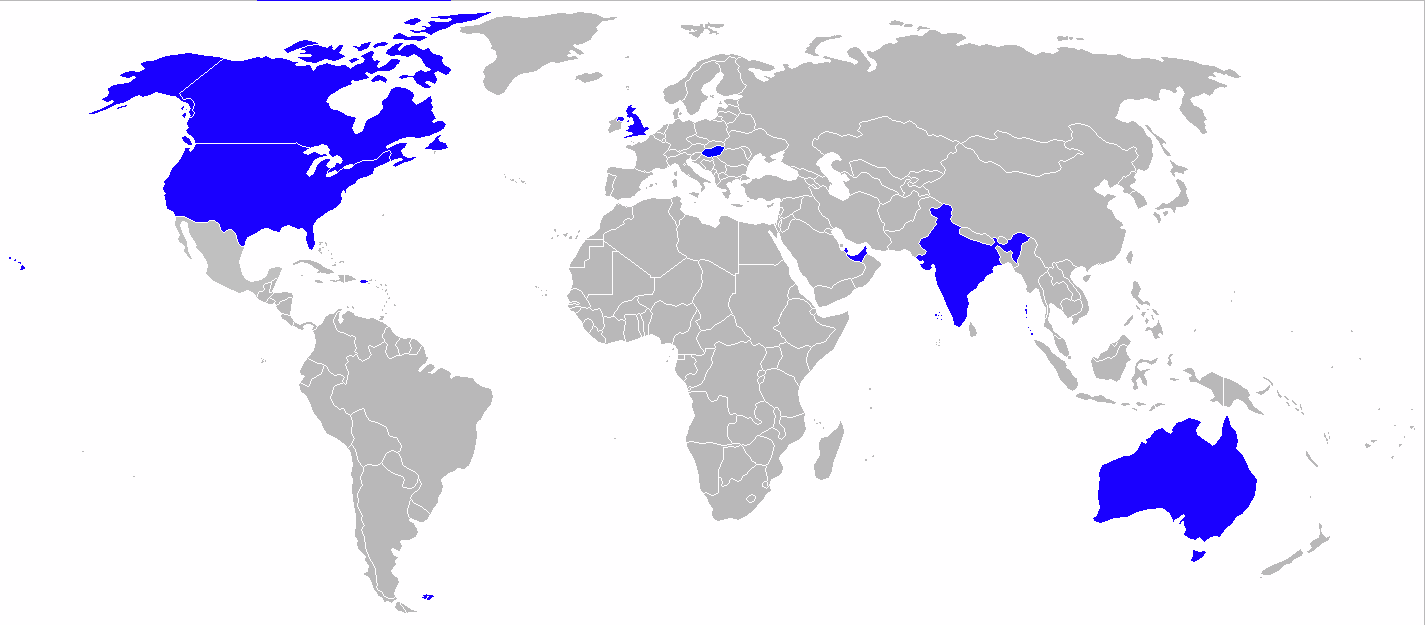
کشورهای داراری سی-۱۷

## کشورهای استفاده‌کننده از این هواپیما
در سطح جهان، بوئینگ حدود ۲۷۷ فروند سی-۱۷ را به برخی کشورها تحویل داده‌است. قرارداد بوئینگ با نیروی هوایی آمریکا به بهره‌برداری از ۲۲۳ هواپیما تا پایان سپتامبر ۲۰۱۲ ختم می‌شود. تا فوریهٔ ۲۰۱۱ بوئینگ حدود ۲۰۷ سی-۱۷ را تحویل نیروی هوایی داده‌است. ۲۰ فروند از سی-۱۷ها هم در خدمت ۵ مشتری بین‌المللی هستند. در نوامبر ۲۰۱۰، رئیس‌جمهور اوباما اعلام کرد که هند خواهان به خدمت گرفتن ۱۰ فروند سی-۱۷ است. کنگرهٔ آمریکا در اواخر اکتبر ۲۰۱۰ نامهٔ کویت برای داشتن یک سی-۱۷ را قبول کرد. در ژانویهٔ ۲۰۱۰ امارت متحدهٔ عربی و بوئینگ برای خرید ۱۰ فروند سی-۱۷ برای سال‌های ۲۰۱۱ و ۲۰۱۲ به توافق رسیدند. نیروی هوایی سلطنتی کانادا و استرالیا هر کدام ۴ فروند از این هواپیماها را در اختیار دارند. نیروی هوایی بریتانیا ۷ سی-۱۷ را تا کنون خریداری کرده‌است. گروه صلح بین‌المللی دوازده ملیتی و ناتو نیز ۳ سی-۱۷ دریافت کرده‌اند. قطر هم تاکنون تنها کشور خاورمیانه است که از سال ۲۰۰۹ از دو فروند از این هواپیماها بهره می‌برد.

## ویژگی‌ها
- استفادهٔ اصلی: جابه‌جایی بار و نیروها
- سازندهٔ اصلی: شرکت بوئینگ
- موتور: چهار موتور توربوفن پرت اند ویتنی اف۱۱۷-پی‌وی-۱۰۰
- رانش: ۴۰٬۴۰۰ پوند (۱۸٬۳۰۰ کیلوگرم)
- طول بال: ۵۱٫۷۴ متر
- طول: ۵۳ متر
- ارتفاع: ۱۶٫۷۹ متر